# Революционная бригада Ракки
Революционная бригада Ракки (араб. لواء ثوار الرقة‎, liwā' thūwwār ar-raqqah; англ. Raqqa Revolutionaries' Brigade) также Революционный фронт Ракки — фракция вооружённой оппозиции в Сирии. Является частью альянса арабских и курдских групп «Демократические силы Сирии», действующего в ходе гражданской войны в Сирии.

## Помощь США
Революционный фронт Ракки вошёл в число вооруженных групп сирийской оппозиции, которым США оказывают помощь в рамках новой стратегии борьбы с «Исламским государством». В середине октября 2015 года военно-транспортная авиация США начала поставлять фронту Ракки оружие и боеприпасы для наступления на главную базу ИГ в Сирии, город Ракка. 

## Внешние ссылки
- LTR YouTube Channel